# Slimane
Slimane Nebchi, född 13 oktober 1989 i Chelles, även känd som enbart Slimane, är en fransk sångare som  representerade Frankrike i Eurovision Song Contest 2024 med låten "Mon amour". Bidraget kom på fjärde plats på finalen.

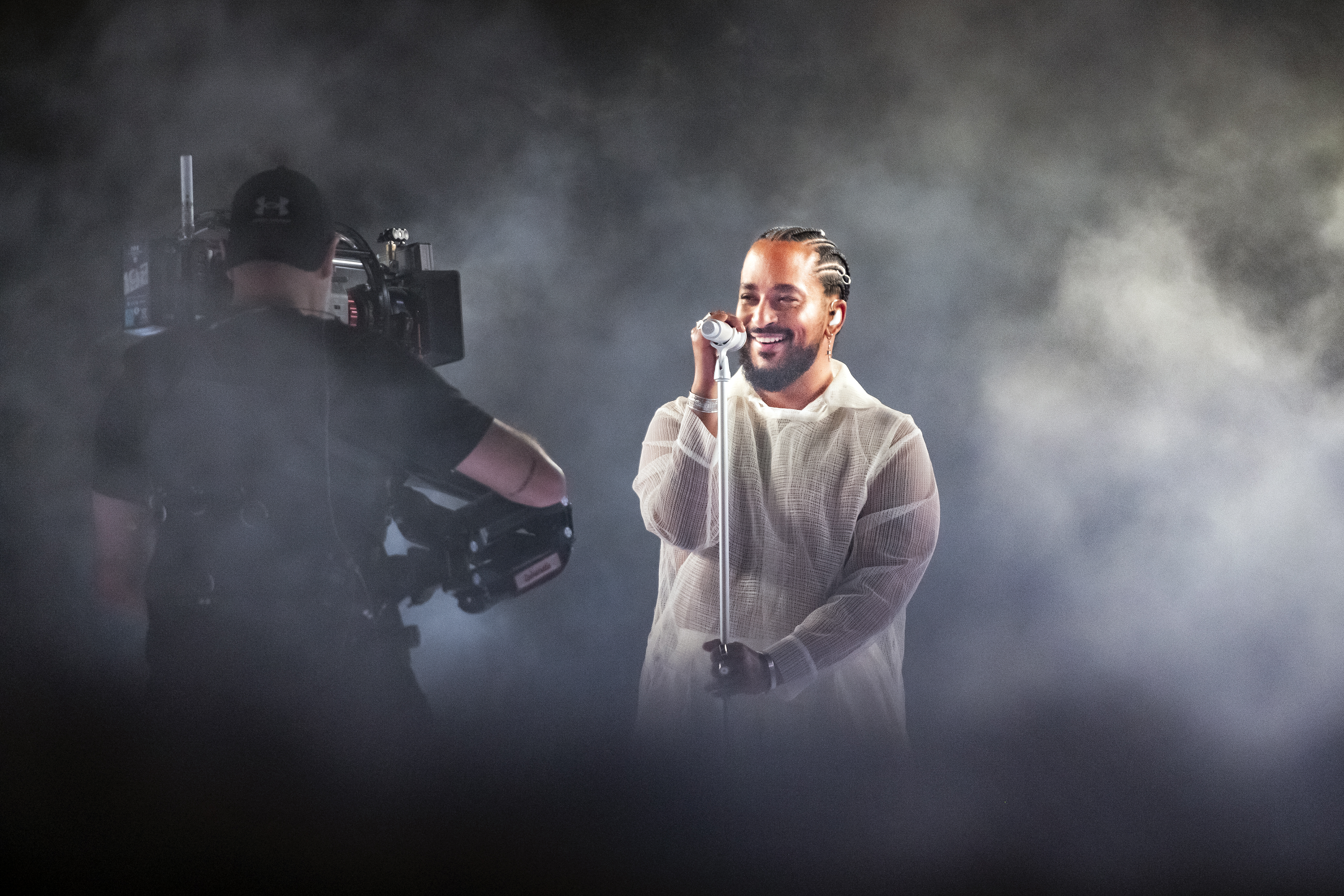
Slimane på Eurovision Song Contest 2024

Slimane vann ”The voice Frankrike” 2016.